# Guillaume Deschamps
Pour les articles homonymes, voir Deschamps.
Guillaume Deschamps, né le 23 novembre 1978 à Marseille, est un footballeur français qui évoluait au poste d'attaquant.

## Biographie
Passé par les sélections jeunes de la Ligue Méditerranée, Guillaume Deschamps est formé à l'Olympique de Marseille. Il a 16 ans lorsqu'il fait ses débuts en équipe première, le 31 août 1995. En 1996 il signe un contrat stagiaire, renouvelé l'année suivante. En mars 1999 il est victime d'une double fracture tibia-péroné qui l'éloigne des terrains pendant dix mois. Il joue un match en D1 sous les couleurs de l'OM lors de la saison 2001-2002, de retour d'un prêt au Gazélec Ajaccio. En huit saisons à l'OM, il ne joue que quatre matches avec l'équipe première mais totalise 63 buts en 138 matches avec l'équipe réserve.
Prêté à La Berrichonne de Châteauroux lors de la saison 2002-2003, il termine deuxième meilleur buteur du championnat avec quinze buts dont trois doublés et quatre penaltys. En juillet 2003 il signe au CS Sedan Ardennes, relégué en Ligue 2, pour trois ans. Également courtisé par le SM Caen, il a préféré le club ardennais, où il retrouve deux anciens joueurs de l'OM, Hamada Jambay et Ludovic Asuar. Peu prolixe devant le but et pris en grippe par le public ardennais, il perd sa place à l'automne 2004 et termine la saison en prêt à Niort.
Au mois d'août 2005 il effectue un essai au Stade lavallois, à l'issue duquel il résilie son contrat avec Sedan et signe en Mayenne pour deux saisons plus une en option. Titularisé à neuf reprises par Denis Troch, il inscrit seulement un but en championnat avant de voir sa saison freinée par des blessures. Au mercato 2006 il bénéficie d'un bon de sortie et résilie son contrat à la fin de l'été. En décembre il effectue un essai au Sporting Charleroi avant de signer à Sarrebruck en troisième division allemande.
Il fait son retour en France en 2007 et termine sa carrière au niveau amateur.

## Carrière
Guillaume Deschamps totalise 111 matchs en Ligue 2, pour 25 buts inscrits.
- 1995-2000 :  Olympique de Marseille (3 matchs en D2)
  - 2000-2001 :  Gazélec Ajaccio (prêt, 26 matchs et 7 buts en National)
- 2001-2002 :  Olympique de Marseille (1 match en D1)
  - 2002-2003 :  LB Châteauroux (prêt : 30 matchs, 15 buts en L2)
- 2003- nov. 2004 :  CS Sedan Ardennes (45 matchs, 5 buts en L2)
  - 2004-2005 :  Chamois niortais FC (prêt : 17 matchs, 4 buts en L2)
- 2005-2006 :  Stade lavallois (16 matchs, 1 but en L2)
- 2006-2007 :  Sarrebruck (D3)
- 2007-2008 :  Toulouse Fontaines Club (CFA2)
- 2008-2009 :  Consolat Marseille (CFA2)
- 2009 :  AS Gémenos (PHA)
- 2010-2011 :  Toulon-Le Las (DH & CFA2)[10]